# Пегельман Ганс Густавович
Ганс Густавович Пегельман (традиційне написання; правильно — Поегельманн; зустрічаються також написання прізвища Пеегельманн і Пєегельман; іноді зустрічається написання імені Ханс; ест. Hans Pöögelmann; літературний псевдонім: Х. Рооская (ест. H. Rooskaja); нар. 30 грудня 1875, Айденгоф, Феллінський повіт, Ліфляндська губернія, Російська імперія — пом. 27 січня 1938, СРСР) — естонський і радянський політичний діяч, професійний революціонер, один з керівників Комуністичної партії Естонії, публіцист, поет і перекладач.

## Життєпис
Народився 1875 року в родині селянина на хуторі Пуйсте в маєтку Айденгоф (нім. Aidenhof, ест. Aidu) у Феллінському повіті Ліфляндської губернії (нині село Айду у волості Пайсту повіту Вільяндімаа Естонії). У 1888 році закінчив школу в Пайсту, а в 1895 році — Естонське Олександрівське училище в маєтку Каарлі (ест. Kaarlimõisa). В 1892—1896 роки працював вчителем в Вітсярві (ест. Vitsjärve), а потім — поштовим службовцям.
У 1899—1901 роки працював у редакції газети «Постімєес» (ест. «Postimees»), а в 1901—1903 роки був членом редколегії газети «Театая» (ест. «Teataja»), заснованої Костянтином Пятсом, який став згодом президентом Естонії.
В 1902—1905 роки навчався в Німеччині в Лейпцізькому комерційному інституті, де познайомився з марксистським вченням.
У 1905 році вступив до складу Російської соціал-демократичної робітничої партії (РСДРП). Восени того ж року в Ревелі (нині Таллінн), що був на той час адміністративним центром Естляндської губернії, брав участь у подіях революції 1905 року, після чого переховувався і, побоюючись неминучого арешту, був змушений тікати за кордон.
У 1907 році як представник більшовицького крила Російської соціал-демократичної партії керував першою крайовою конференцією її естонських організацій, що проходила у фінському місті Теріокі (нині в Ленінградській області Росії).
1909 році був заарештований і засланий до Наримського краю (Томський округ Томської губернії), звідки в 1911 році втік до Сполучених Штатів Америки. У США оселився в Нью-Йорку, де аж до повернення в Естонію в 1917 році, працював редактором газети естонських соціал-демократів «Уус Ільм» (ест. «Uus Ilm» — «Новий світ»).

### Діяльність у 1917 році в Естонії
Повернувшись після Лютневої революції 1917 року до Естонії, був висунутий партією на керівну роботу. Був членом редколегії більшовицької газети «Кійр» (ест. «Kiir» — «Промінь»), а також редактором газет «Тєеліне» (ест. «Tööline» — «Робітник») і «Маатамєес» (ест. «Maatamees» — «Безземельний»). Обирався депутатом Ревельської міської думи і Тимчасової земської ради Естляндської губернії, був членом виконкому Ради робітничих і солдатських депутатів Естляндії. В 1917 році обраний до Всеросійських установчих зборів в Естляндському виборчому окрузі за списком № 2 (більшовики і ЦК безземельних і малоземельних селян). У березні 1918 року був делегатом VII з'їзду РКП(б).

### Діяльність у Естляндській трудовій комуні
З 29 листопада 1918 до лютого 1919 року обіймав посаду комісара народного господарства у Виконкомі (уряді) Естляндської трудової комуни — естонської радянської республіки, яка проіснувала 52 дні.

### Діяльність у Радянській Росії та СРСР
У 1919 році був завідувачем Естонським відділу Народного комісаріату у справах національностей РРФСР, був членом Центрального бюро окупованих областей ЦК РКП(б). Починаючи з того ж року — на журналістській роботі. Як представник Комуністичної партії Естонії був одним із засновників Комінтерну на його першому (установчому) конгресі, що проходив 2—6 березня 1919 року у Москві. З 1920 року — член ЦК Комуністичної партії Естонії.
З початку 1920-х років — на викладацькій роботі. З 1928 року — професор Ленінградського відділення Комуністичного університету національних меншин заходу імені Ю. Мархлевського (КУНМЗ), з 1929 року — професор Ленінградського педагогічного інституту імені О. В. Герцена.
Редагував журнал «Орас» (ест. «Oras»; 1923—1927) та газету «Коммунісмі Тєел» (ест. «Kommunismi Teel» — «На шляху комунізму»; 1924—1936), що виходили в СРСР естонською мовою, а також орган ЦК Компартії Естонії «Классівійстлус» (ест. «Klassivôitlus» — «Класова боротьба»). Був членом редколегії газети «Едасі» (ест. «Edasi» — «Вперед»). Виступав у пресі з публіцистичними статтями, в основному на політичні та економічні теми.
Член виконавчого Комітету Комінтерну, депутат 1-6 конгресів Комінтерну.
Репресований. Розстріляний 27 січня 1938 року. У довідці прокуратури була сфальсифікована дата смерті: 1941 рік. Реабілітований посмертно.

## Творчість
У 1898 році у своєму вірші «Сонети на руїнах Вільяндіського замку» (ест. «Sonetid Viljandi lossivaremetel») передбачив настання нових часів для Естонії. У різних виданнях публікував поетичні твори під псевдонімом Х. Рооская (ест. H. Rooskaja), серед яких такі вірші, як «Поліна кидаю» («Puid pillun», 1900), «Весняні вітри» («Kevadetuuled», 1904), «Кучугури» («Hanged», 1904). У 1910 році вийшла збірка його сатиричних віршів «Грубі нариси». Кращі з його поетичних творів у 1925 році були видані окремою збіркою під назвою «Весняні вітри» («Kevadetuuled»). У 1936 році вийшла збірка його поем «Тим, хто поліг у боротьбі за братів».
Переклав естонською мовою «Інтернаціонал» і «Марсельєзу».

## Видані праці (естонською мовою)
Поетичні збірки
- Kewadetuuled (Весняні вітри), 1926.
- Luuletused (Вірші), Таллінн, 1957.
- Üleshüüe, 1988.

Політична література і опубліковані промови
- Poliitilised parteid ja klassivõitlus (Політичні партії і класова боротьба), 1907.
- Mis vaheajal sündis: teejuht sõjavangist tagasitulijatele (Те, що народилося в перерві: путівник від військовополоненого возвращенцу), 1918.
- Waba Eesti (Вільна Естонія), 1918.
- Eesti tulewik (Майбутнє Естонії), 1918.
- Mõned põhijooned majanduslise elu korraldamiseks Eesti töörahwa nõukogude wabariigis (Деякі основні риси ведення господарської життя в Радянській республіці естонських трудящих), 1919.
- Ühtlane elamisraha: üks kommunismuse nurgakiwidest: jutlus Eesti kommuuna tööwäetemplis (Єдині прожиткові гроші: один з наріжних каменів Комунізму: бесіди у святая святих Естляндської трудової комуни), 1919.
- Sini-must-walge lipu all (Під синьо-чорно-білим прапором), 1923.
- Majandusline kriis Eestis (Економічна криза в Естонії), 1932.
- Marx ja marksism Eestis (Маркс і марксизм у Естонії), 1933.
- Neile, kes langesid võitluses vendade eest (Тим, хто поліг у боротьбі за братів), 1936.
- Enamlus ja vähemlus Eestis 1905.a (Більшовики і меншовики в Естонії в 1905 р.), 1936.
- Kaks aastat faschistlikku diktatuuri Eestis (Два роки фашистської диктатури в Естонії), 1936.

## Увічнення пам'яті Пегельмана
- У 1959—1990 роки його ім'я носила талліннська вулиця Каупмехе (ест. Kaupmehe), а також вулиці в кількох містах Естонії.
- У 1961 році в центрі естонської столиці, в сквері між вулицями А. Лаутера і Лембіту був встановлений пам'ятник Гансу Пегельману (скульптор А. Валлі, архітектор А. Алас), який був демонтований на початку 1990-х років.
- В радянський період ім'я Г. Пегельмана носив електротехнічний завод у Таллінні (Талліннський електротехнічний завод імені Ганса Пегельмана). На майданчику перед входом до адміністративної будівлі підприємства, де з 1990-х років розташовується бізнес-центр, знаходився пам'ятний камінь висотою один метр з барельєфом Г. Пегельмана. У травні 2008 року пам'ятний камінь перенесено до філії Естонського історичного музею, що знаходиться в замку Маарьямяе, який був наприкінці XIX століття літньою резиденцією графа О. В. Орлова-Давидова.